# لوكاس بويه
لوكاس بويه (مواليد 28 فبراير 1996) هو لاعب كرة قدم أرجنتيني يلعب كمهاجم في نادي إلتشي.